# Heteronychia malgache
Heteronychia malgache är en tvåvingeart som först beskrevs av Zumpt 1964.  Heteronychia malgache ingår i släktet Heteronychia och familjen köttflugor.
Artens utbredningsområde är Madagaskar. Inga underarter finns listade i Catalogue of Life.